# Politielegitimatiebewijs
Het politielegitimatiebewijs is het identiteitsbewijs van de politie. Omdat de politie bevoegdheden heeft die burgers niet hebben (zoals het staande houden van een verdachte, aanhouden buiten heterdaad, gebruik van geweld) en waarmee de politie inbreuk mag maken op rechten van burgers, is het van belang dat de burger kan vaststellen dat het daadwerkelijk om een politiefunctionaris gaat en wat de naam en rang van de betreffende politiefunctionaris is.

## Nederland

Huisstijl van de Nederlandse politie, met het politielogo in goudkleur.

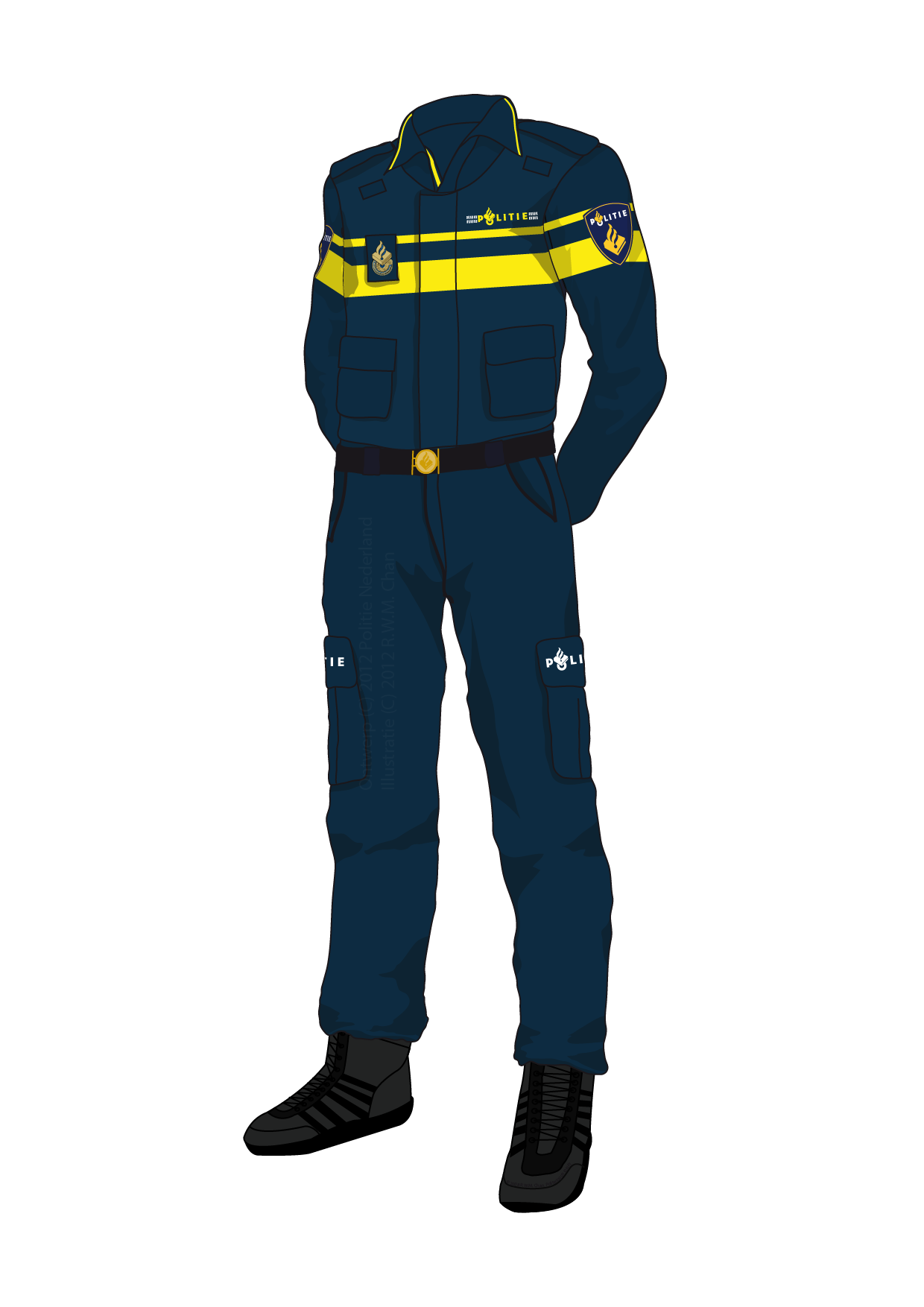
Politie-uniform sinds 2014. Bij optreden in uniform legitimeert een politieagent zich alleen op verzoek.

In Nederland is het politielegitimatiebewijs een kaart met naam, rang, politieregio en pasfoto. Een van de echtheidskenmerken is een veelkleurig politielogo (hologram) dat in het midden van de kaart en gedeeltelijk over de pasfoto is aangebracht.
Volgens artikel 2 van de Ambtsinstructie voor de politie, de Koninklijke Marechaussee en andere opsporingsambtenaren (van 8 april 1994) dient een politieagent zich te legitimeren:
- bij optreden in burgerkleding ongevraagd, tenzij bijzondere omstandigheden dit onmogelijk maken, en
- bij optreden in uniform, op verzoek daartoe.